# 伊藤潤二『コレクション』
『伊藤潤二『コレクション』』は、スタジオディーン制作による日本のテレビアニメ。2018年1月から3月までWOWOW・TOKYO MXにて放送された。
本作はホラー漫画家である伊藤潤二の『伊藤潤二傑作集』および『魔の断片』に収録されているホラー漫画を原作としたオムニバス形式のアニメである。
2023年には本作と多くのスタッフが共通する『伊藤潤二『マニアック』』が製作されている。

## 制作

### スタッフィング
監督およびキャラクターデザインは『DIABOLIK LOVERS』第1期の監督である田頭しのぶが務めた。田頭は伊藤作品のファンであり、自らの手でアニメ化できたことをうれしく思ったとナタリーの記事の中で述べている。
伊藤は先行上映会の中でアニメ化について好意的なコメントを寄せており、ナタリーの記事に寄せたコメントの中でも田頭の原作に対する愛を感じたと述べている。

### キャスティング
視聴者にワクワクしながら見てもらいたいという制作側の意向から、キービジュアルで先行公開された 双一、押切トオル、夕子、四つ辻の美少年、淵、富江の役を演じる6人を除く出演者は、役名が伏せられた状態で公開された。
キービジュアルに登場したキャラクターのうち、第1話「双一の勝手な呪い」などに登場する小学生・双一は『キテレツ大百科』のトンガリなどで知られる三ツ矢雄二が演じた。
三ツ矢は、小学生の声を出すために猛練習をしたと先行上映会の中で述べており、収録現場に原作者である伊藤が来たことも明らかにした。
押切トオル役の下野紘は自身の役について「モノローグが多く、頭の中で考え続けている子」と述べており、モノローグが饒舌だったことから最初「少し影を背負った普通の男子高校生」を意識して演じたところ、より内向的な雰囲気を出すよう指示を受けたため、モノローグと実際の会話でテンションを変えて演じた一方、叫ぶシーンにも内向的な要素を入れるべきか悩んだと公式サイトの中のインタビューで語った。

## キャスト
- 三ツ矢雄二[1] - 双一（第1話 No068/第5話 No049/第12話 No071）
- 小山茉美[1] - 淵（第2話 No041/第12話 No071）
- 緑川光[1] - 四つ辻の美少年（第3話 No080）
- 末柄里恵[1] - 富江（第9話 No009、OVA No001/No006）
- 下野紘[1] - 押切トオル（第5話 No040）、河合孝太（第1話 No068/第5話 No049/第12話 No071）、男子（第3話 No080）、男（第7話 No038）、杉野（第12話 No116）、男子（OVA No001）
- 名塚佳織[1] -  夕子（第3話 No066）、女子（第1話 No068）、珠枝（第2話 No041）、藤井未央（第5話 No040）、レリア（第8話 No027）、渡部みよ子（第11話 No055）、女子（OVA No001）
- 梶裕貴[1] - 束野稜（第11話 No055）
- 木村良平[1] - 裕史（第4話 No034）、坂口ヒロシ（第6話 No067）、ヨシユキ（第8話 No027）、北川清（第11話 No055）、安ミン（第12話 No116）、山本（OVA No001）
- 島﨑信長[1] - 北脇治彦（第4話 No060）
- 浪川大輔[1] - 黒田（第2話 No084）、北脇雪彦/ジャン・ピエール（第4話 No060）
- 平川大輔[1] - 山田（第2話 No041）、誠（第6話 No123）
- 細谷佳正[1] - 公一（第1話 No068/第5話 No049）、織田（第2話 No041）、青山（第5話 No040）、夫（第7話 No038）、牧田秀一（第8話 No088）、ジョー（第8話 No027）、柴山光（第11話 No055）、亀田（第12話 No116）、医者（OVA No006）
- 吉野裕行[1] - 黒田（第1話 No068/第12話 No071）、龍介（第3話 No080）、岸本（第7話 No038）、ピエロA（第8話 No027）、安西（第9話 No058）、五郎（第10話 No109）
- くじら[1] - 沼毛（第6話 No067）
- 新宅マキ[1] - 加奈（第9話 No058）
- 高森奈津美[1] - 友香（第6話 No123）
- 朴璐美[1] - 女（第3話 No080）、節子（第11話 No035）、リルコ（第12話 No116）
- 日笠陽子[1] - 瑠子（第6話 No123）
- 水橋かおり[1] - 彩子（第7話 No038）
- 石田彰[2] - 青年（第9話 No058）
- 伊藤健太郎[2] - 柳田（第5話 No049）
- 郷田ほづみ[2] - 森光夫（第9話 No009）、高木（OVA No001/No006）
- 近藤隆[2] - マリオ（第8話 No027）
- 杉田智和[2] - 英夫（第4話 No034）
- 関俊彦[2] - 俊夫（第11話 No035）
- 原昌和[2] - 岩田忠夫（第9話 No009）
- 松原タニシ[2] - 若山降雪（第5話 No049）
- 内田彩[2] - 小川（第7話 No022）
- 生天目仁美[2] - 曽我（第5話 No049）
- 根谷美智子[2] - 裕史の母（第4話 No034）、女性（第9話 No058）
- M・A・O[2] - 中山（第7話 No022）
- 内田直哉[3] - 沼田（第11話 No035）
- 小野賢章[3] - 大塚（第12話 No071）
- 佐藤せつじ[3] - 尾木（第12話 No116）
- 寺島拓篤[3] - 北山正（OVA No006）
- 井上麻里奈[3] - 由紀（第11話 No035）
- 緒乃冬華[3] - 谷山まどか（第12話 No071）
- 金元寿子[3] - 三尾雪子（OVA No006）
- 谷育子[3] - おそで(祖母)（第10話 No026）
- 種田梨沙[3] - 唯（第10話 No109）
- 中原麻衣[3] - 咲山みどり（第12話 No071）
- 渡辺明乃[3] - 加奈子（第10話 No026）
- 斉藤佑圭 - さゆり（第1話 No068）、みどり（第3話 No080）、利恵（第3話 No066）、日高絹子（第4話 No060）、堀江ナナ（第9話 No009）、細谷麻衣子（第11話 No055）、有枝（第12話 No116）、女子（OVA No001）
- 鈴木裕斗 － 石坂（第1話 No068/第12話 No071）、男子（OVA No001）
- 伊藤節生 - 山田（第1話 No068/第5話 No049/第12話 No071）
- 福島潤 - 大谷（第1話 No068）
- 鈴木崚汰 - 秋山（第1話 No068）、男子（第5話 No049）、ジャズ喫茶店店員（第7話 No022）、兄（第7話 No038）、ピエロB（第8話 No027）、男子生徒（第10話 No109）、男子（第12話 No071）、メガネ（OVA No001）、刑事（OVA No006）
- 斎藤志郎 - 杉林の地主（第1話 No068）
- 飯島肇 - 父（第1話 No068）、三宅（第2話 No041）、山内（第2話 No084）、教師（第3話 No080）、義父/坊主（第6話 No123）、レコード店員（第7話 No022）、父（第7話 No038）、男（第10話 No109）、男3（第10話 No026）、森田院長（OVA No006）
- 岡田恵 - 母（第1話 No068）、夕子の母（第3話 No066）、梨奈の母（第4話 No034）、隣人（第6話 No067）、義母（第6話 No123）、叔母（第8話 No088）、牧師（第11話 No055）
- 水野理紗 - 女子（第1話 No068）、看護婦（第2話 No084）、田中鈴枝（第3話 No080）、梨奈（第4話 No034）、すみれ（第4話 No060）、子供（第9話 No058）、女子生徒（第10話 No109）、おそで(少女)（第10話 No026）、岩井勝子（第11話 No055）、女子（OVA No001）、ナース（OVA No006）
- 半場友恵 - マリエ（第1話 No090）、礼子（OVA No001）
- 稲葉実 - 男（第1話 No090）
- 小林美奈 - 妻（第1話 No090）
- 岸尾だいすけ - 岩崎（第2話 No041）
- 岡純子 - 竹島麻実（第2話 No084）
- 阪口周平 - 向田哲郎（第2話 No084）
- 葉山ゆりか -  少女（第3話 No080）、女子（第5話 No049）
- 後藤早紀 - 少女（第3話 No080）、女子（第5話 No049）
- 竹尾歩美 - 女子（第3話 No080）
- 千本木彩花 - 女子（第3話 No080）
- ボルケーノ太田 - 夕子の父（第3話 No066）、奇妙な医師（第4話 No034）、父（第4話 No060）、大叔父/曾祖父（第8話 No088）、ドラゴンサンダー（第8話 No027）、刑事（OVA No006）
- 石住昭彦 - 祖父（第4話 No034）
- 渡部紗弓 - 裕史 幼少（第4話 No034）、綾夫（第4話 No060）
- 嶺内ともみ - 北脇夏美（第4話 No060）
- 柴崎哲志 - 男子（第5話 No049）、楽器店店員（第7話 No022）、男（第7話 No038）、男子生徒（第10話 No109）、男子（第12話 No071）
- 佐藤晴男 - ヒロシの父（第6話 No067）、錦五郎（第10話 No026）
- 寺依沙織 - ヒロシの母（第6話 No067）、森（第6話 No123）
- 玉野井直樹 - 瑠子の父（第6話 No123）
- 森訓久 - 男（第7話 No022）
- こねり翔 - 切り裂きジャック（第7話 No038）
- 山像かおり - 玉枝おばさん（第7話 No038）
- 繭井遥 - 妻（第7話 No038）
- 折笠富美子 - 理佐（第8話 No088）
- 赤星昇一郎 - 牧田の父（第8話 No088）
- 尾小平志津香 - 理佐の母/祖母（第8話 No088）
- 松山鷹志 - 叔父（第8話 No088）、女装の男（第8話 No027）
- 江原正士 - 団長（第8話 No027）
- 下崎紘史 - 増田/主催主（第9話 No009）、ミイラ（第9話 No058）、香川/校長/先生（第12話 No071）、医者（OVA No006）
- 藤沼建人 - 父（第10話 No109）
- 新祐樹史 - 男子生徒（第10話 No109）
- 鶴岡聡 - 男（第10話 No109）、男1/帽子の老人（第10話 No026）
- 松井暁波 - 女子生徒/市内放送（第10話 No109）
- 安藤麻吹 - 母（第10話 No026）
- 櫻井トオル - 男2/亡霊（第10話 No026）
- 川原慶久 - 内田（第11話 No035）
- 白熊寛嗣 - 沼田の義弟（第11話 No035）
- 桜井春名 - 女子（第12話 No071）
- 稲瀬葵 - （第12話 No071）
- 山口愛 - （第12話 No071）
- 岡咲美保 - （第12話 No071）

## スタッフ
- 原作 - 伊藤潤二『伊藤潤二傑作集』『魔の断片』（朝日新聞出版刊）[1]
- 監督・キャラクターデザイン - 田頭しのぶ[1]
- シリーズ構成・脚本 - 澤田薫
- 総作画監督 - 小林利充
- 美術監督 - 小倉宏昌
- 美術設定 - 長島若葉、岡本晃晴
- 色彩設計 - 有尾由紀子
- 撮影監督 - 鎌田克明、青木孝司
- 編集 - 植松淳一
- 音響監督 - 郷田ほづみ[1]
- 音楽 - 林ゆうき[1]
- 音楽プロデューサー - 穴井健太郎
- プロデューサー - 川崎夏子、楊國祥、茂田美穂、後藤裕、谷口博康、松田桂一、西矢泰之、河内真人
- アニメーションプロデューサー - 大野雅義
- アニメーション制作 - スタジオディーン[1]
- アニメーション制作協力 - マーヴィージャック
- 製作 - 伊藤潤二『コレクション』製作委員会（YTE、木棉花国際、クランチロールSCアニメファンド、スマイラル・アニメーション、日本コロムビア、スタジオディーン、ポニーキャニオンエンタープライズ、朝日新聞出版）

## 主題歌
「七転八倒のブルース」
THE PINBALLSの作詞・作曲・編曲・歌によるオープニングテーマ。
「互いの宇宙」
JYOCHOによるエンディングテーマ。作詞・作曲・編曲は中川大二朗。

## 各話リスト
| 話数 | サブタイトル       | 絵コンテ         | 演出         | 作画監督                                                           | 初放送日      |
| ---- | ------------------ | ---------------- | ------------ | ------------------------------------------------------------------ | ------------- |
| 1    | 双一の勝手な呪い   | 田頭しのぶ       | 下司泰弘     | 都竹隆治                                                           | 2018年 1月5日 |
| 1    | 地獄の人形葬       | 田頭しのぶ       | 下司泰弘     | 都竹隆治                                                           | 2018年 1月5日 |
| 2    | ファッションモデル | ボブ白旗         | 藤代和也     | 櫻井拓郎 服部憲知                                                  | 1月12日       |
| 2    | 長い夢             | ボブ白旗         | 藤代和也     | 都竹隆治 飯飼一幸                                                  | 1月12日       |
| 3    | 四つ辻の美少年     | 田頭しのぶ       | 三上喜子     | 柳野龍男 あおきまほ                                                | 1月19日       |
| 3    | なめくじ少女       | 田頭しのぶ       | 三上喜子     | 柳野龍男 あおきまほ                                                | 1月19日       |
| 4    | 寒気               | 田頭真理恵       | 福元しんいち | 飯塚英里 菅原浩喜                                                  | 1月26日       |
| 4    | あやつり屋敷       | 田頭真理恵       | 福元しんいち | 相原理沙 漢人寛子                                                  | 1月26日       |
| 5    | 押切異談           | ソエジマヤスフミ | 添野恵       | 服部憲知 都竹隆治                                                  | 2月2日        |
| 5    | 布製教師           | ソエジマヤスフミ | 添野恵       | 服部憲知 都竹隆治                                                  | 2月2日        |
| 6    | 隣の窓             | 原英和           | 藤代和也     | 山田雄一郎 鰐淵和彦 坂口蒼星                                       | 2月9日        |
| 6    | 緩やかな別れ       | 鏑木ひろ         | 藤代和也     | 飯飼一幸 松下純子 宇都木勇                                         | 2月9日        |
| 7    | 中古レコード       | 田頭しのぶ       | 村上勉       | 柳野龍男 あおきまほ                                                | 2月16日       |
| 7    | 道のない街         | 田頭しのぶ       | 村上勉       | 都竹隆治                                                           | 2月16日       |
| 8    | ご先祖様           | ボブ白旗         | 宮田亮       | 木上炯仁 青鉢芳信                                                  | 2月23日       |
| 8    | サーカスが来た     | ボブ白旗         | 宮田亮       | 飯野皓                                                             | 2月23日       |
| 9    | 画家               | 山本蒼美         | 古賀一臣     | 山中純子 都竹隆治                                                  | 3月2日        |
| 9    | 血玉樹             | 山本蒼美         | 古賀一臣     | 冨澤和雄                                                           | 3月2日        |
| 10   | グリセリド         | 西澤晋           | 殿勝秀樹     | 山田雄一郎 宇津木勇 松下純子                                       | 3月9日        |
| 10   | 橋                 | 金崎貴臣         | 殿勝秀樹     | 飯飼一幸 柳野龍男 あおきまほ                                       | 3月9日        |
| 11   | 超自然転校生       | ボブ白旗         | 藤代和也     | 都竹隆治 坂口蒼星 飯飼一幸 山田雄一郎 宇津木勇 柳野龍男 あおきまほ | 3月16日       |
| 11   | 案山子             | ボブ白旗         | 藤代和也     | 都竹隆治 坂口蒼星 飯飼一幸 山田雄一郎 宇津木勇 柳野龍男 あおきまほ | 3月16日       |
| 12   | 潰談               | 西澤晋           | 添野恵       | 都竹隆治 小林利充                                                  | 3月23日       |
| 12   | 噂                 | ソエジマヤスフミ | 添野恵       | 山田雄一郎 宇都木勇                                                | 3月23日       |
| 13   | 富江               | 田頭しのぶ       | 田頭しのぶ   | 田頭しのぶ 都竹隆治                                                | -             |
| 13   | 富江パート2        | 田頭しのぶ       | 田頭しのぶ   | 冨澤和雄                                                           | -             |

## 放送局
| 放送期間                | 放送時間               | 放送局        | 対象地域 | 備考                                                |
| ----------------------- | ---------------------- | ------------- | -------- | --------------------------------------------------- |
| 2018年1月5日 - 3月23日  | 金曜 22:30 - 23:00     | WOWOWプライム | 日本全域 | BS/CS放送 / 『アニメプレミア』枠 / リピート放送あり |
| 2018年1月7日 - 3月25日  | 日曜 22:00 - 22:30     | TOKYO MX      | 東京都   |                                                     |
| 2018年1月10日 - 3月28日 | 水曜 23:30 - 木曜 0:00 | AT-X          | 日本全域 | CS放送 / リピート放送あり                           |

| 配信開始日    | 配信時間            | 配信サイト                                                                        |
| ------------- | ------------------- | --------------------------------------------------------------------------------- |
| 2018年1月7日  | 日曜 22:00 - 22:30  | AbemaTV ニコニコ生放送                                                            |
|               | 日曜 22:00 更新     | ビデオマーケット ファミリービデオ Rakuten TV DMM.com Hulu dTV Amazonビデオ [ 11 ] |
|               | 日曜 22:10 更新     | ア・ク・ト・ビ・ラ                                                                |
|               | 日曜 22:30 更新     | ニコニコ動画                                                                      |
| 2018年1月8日  | 月曜 更新           | アニメ放題 U-NEXT ビデックスJP 楽天ダウンロード                                   |
| 2018年1月9日  | 火曜 12:00 更新     | GIGA.TV dアニメストア ふらっと動画                                                |
| 2018年1月10日 | 水曜 更新           | J:COMオンデマンド au ビデオパス milplus                                           |
| 2018年1月12日 | 金曜 22:30 更新     | TSUTAYA TV Happy動画 Happyアニメ動画                                              |
| 2018年1月14日 | 日曜 22:00 更新     | GYAO!                                                                             |
| 2018年1月28日 | 隔週日曜 22:00 更新 | GYAO!ストア                                                                       |
| 不明          | 不明                | バンダイチャンネル                                                                |

## DVD
| 巻 | 発売日        | 収録話         | 規格品番 |
| -- | ------------- | -------------- | -------- |
| 上 | 2018年3月30日 | 第1話 - 第4話  | SMID-007 |
| 中 | 2018年4月27日 | 第5話 - 第8話  | SMID-008 |
| 下 | 2018年5月25日 | 第9話 - 第12話 | SMID-009 |

中巻にはOVA『富江』、下巻にはOVA『富江PART2』が収録されている。